# Agustina Bazterrica
Agustina Bazterrica, née en 1974 à Buenos Aires, est une écrivaine argentine de science-fiction, notamment de dystopie. Son œuvre est marquée par des thématiques féministes et anticapitalistes. Son roman Tender Is the Flesh (en) remporte en 2017 le prix Clarín.

## Biographie
Agustina Bazterrica naît en 1974 à Buenos Aires, où elle grandit. Elle étudie les beaux-arts à l'université de Buenos Aires, où elle obtient une licence. Par la suite, elle travaille comme secrétaire.

### Carrière littéraire
Agustina Bazterrica publie son premier roman, Matar a la Niña, en 2013. En 2016, elle publie son premier recueil de nouvelles, Antes del encuentro feroz, traduit en anglais par Sarah Moses en 2020 sous le titre 19 Claws and a Black Bird. Les nouvelles de ce recueil sont très liées à des thématiques féministes : elles interrogent par exemples les normes de beauté et la grossophobie.

#### Cadavre exquis
Son ouvrage Cadáver Exquisito paraît en 2017. La même année, il obtient le Prix Clarín (es). Le livre est traduit en français en 2019, sous le titre Cadavre exquis. Il est traduit en anglais sous le titre Tender is the Flesh en 2020 et est, la même année, finaliste du prix des meilleurs livres d'horreur des Goodreads Choice Awards. En 2020, Agustina Bazterrica remporte également le prix du meilleur roman des Ladies of Horror Fiction Awards.
Cadavre exquis est un roman dystopique dans lequel un régime totalitaire, pour faire face à la famine survenue à la suite de la décimation de la faune, autorise l'anthropophagie. Il suit l'histoire de Marco, qui travaille dans un abattoir et finit par se prendre d'affection pour l'un des « sous-humains » qu'il doit exécuter,. Ce livre questionne notamment le rapport des êtres humains à leur consommation de viande,, et à l'industrialisation de la production alimentaire, dans une perspective féministe. Dans une interview donnée au quotidien britannique The Guardian, Agustina Bazterrica compare explicitement le capitalisme au cannibalisme, dénonçant la banalisation de la cruauté envers autrui.
Le roman connaît une période de viralité sur la plateforme TikTok. À la suite du succès de Cadavre exquis, Agustina Bazterrica quitte son emploi en 2021 pour se consacrer pleinement à l'écriture. Le livre est traduit en seize langues.

#### Les Indignes
En 2023, Agustina Bazterrica publie Las indignas, traduit en français en 2025 sous le titre Les Indignes. Dans ce roman dystopique post-apocalyptique horrifique, un groupe de femmes se réfugie dans un couvent religieux aux règles autoritaires. La communauté est régie par une hiérarchie stricte et administrée par la Sœur Supérieure, qui se montre violente envers les pensionnaires, les monte les unes contre les autres et cherche à satisfaire les désirs du seul homme de l'organisation, « Lui ». Les Indignes suit l'histoire d'une orpheline qui enfreint certaines de ces règles, notamment en rédigeant un journal intime, et tombe amoureuse de la mystérieuse Lucia.
Les Indignes explore le thème de la violence patriarcale, ainsi que du dérèglement climatique. La chercheuse Erika Natalia Nicolau souligne l'importance de la matérialité des corps des femmes comme lieu de résistance dans le roman.

## Publications
- (es) Matar a la niña, Textos Intrusos, 2013, 222 p.  (ISBN 9789872903930)
- (es) Antes del encuentro feroz, Alción Editora, 2016, 179 p.  (ISBN 9789876466455)Réédité sous le titre Diecinueve garras y un pájaro oscuro, Alfaguara, 2020, 192 p.,  (ISBN 9789877387094)
- Cadavre exquis, Flammarion, 2019 (Cadáver exquisito, Alfaguara, 2017  (ISBN 9789870737940)), trad. Margot Nguyen-Béraud, 304 p.  (ISBN 9782081478398)Réédition J'ai Lu, coll. « Imaginaire », 2021, 320 p.,  (ISBN 9782290224847)
- Les Indignes, Flammarion, 2025 (Las indignas, Alfaguara, 2023  (ISBN 9788420477169)), trad. Margot Nguyen-Béraud, 192 p.  (ISBN 9782080441041)

## Prix et distinctions

### Lauréate
- 2017 : prix Clarín (es) pour Cadavre exquis[3].
- 2020 : prix du meilleur roman des Ladies of Horror Fiction Awards pour Cadavre exquis[4].

### Finaliste
- 2020 : prix des meilleurs livres d'horreur des Goodreads Choice Awards pour Cadavre exquis[2].
- 2020 : prix Maya pour Cadavre exquis[16]
- 2021 : prix Locus du meilleur roman de science-fiction pour Cadavre exquis[17].